# Estaragne
L'Estaragne o pic d'Estaragne és una muntanya de 3.006 m d'altitud, amb una prominència de 84 m, que es troba al massís de Nhèuvièlha, al departament dels Alts Pirineus (França).